# Asia Cruise
Asia Cruise (Jacksonville, 11 febbraio 1990) è una cantante statunitense di genere R&B, la quale ha firmato un contratto discografico con Hitz Comitato / Jive Records.
Ha pubblicato nel 2008 il suo primo singolo " Selfish", contenuto nel suo album di debutto "Who is Asia Cruise?".

## Biografia
Le è offerto un contratto con la Jive Records di Mickey "Memphitz" Wright (capo del Comitato Hitz e uomo responsabile per artisti come T-Pain e Huey). Come parte della sua prima immissione sul mercato, è stata utilizzata una sagoma nera mantenendo così la sua identità segreta.

## Discografia

### Album
- 2010 - Who is Asia Cruise?

### Singoli
- 2008 - Selfish
- 2008 - Boyfriend

### Apparizioni
- 2007 - Luv N Ya Life (Huey con Asia Cruise e T-Pain)